# Barbut verd de bigotis
El
barbut verd de bigotis (Psilopogon incognitus)
és un ocell de la família dels megalèmids (Megalaimidae) que habita els boscos de les terres baixes fins als 1800 m, del sud de Myanmar, nord-oest, nord-est i sud-est de Tailàndia i Indoxina.